# 환 (시호)
환(桓)은 시호에 쓰이는 글자다. 《일주서》 〈시법해〉에서는 벽토복원(辟土服遠), 극경근민(克敬勤民), 벽토겸국(辟土兼國)을 일컫는다고 한다.

## 환황제
- 후한 환제
- 탁발의이 (추존)

## 환왕
- 동주 환왕
- 장사환왕 손책
- 이자춘 (추존)

## 환공
- 기 환공
- 노 환공
- 송 환공
- 연 환공
- 위 환공
- 전제 환공
- 정 환공
- 조 환공
- 제 환공

## 환후
- 연 환후
- 서향환후 장비
- 채 환후

## 환자
- 계환자 사
- 국환자 삼
- 난환자 염
- 손환자 양부
- 중항환자 임보
- 악환자 왕부
- 안환자 약
- 위 환자
- 전 환자 무우(진 환자)
- 조 환자